# Caudammina
Caudammina es un género de foraminífero bentónico de la familia Hormosinellidae, de la superfamilia Hormosinelloidea, del suborden Hormosinina y del orden Lituolida. Su especie-tipo es Saccammina? caudata. Su rango cronoestratigráfico abarca el Ypresiense (Eoceno inferior).

## Discusión
Clasificaciones previas habían incluido Caudammina en la familia Rzehakinidae, de la superfamilia Rzehakinoidea, así como en el suborden Textulariina del orden Textulariida o en el orden Lituolida sin diferenciar el suborden Hormosinina.

## Clasificación
Caudammina incluye a las siguientes especies:
- Caudammina arenacea †
- Caudammina caudata †
- Caudammina crassa †
- Caudammina ovum †
  - Caudammina ovum gigantea †
- Caudammina silesica †